# Улица Софьи Перовской (Екатеринбург)
Улица Софьи Перо́вской  (прежнее название: Закути́лова 8-я) — улица в жилых районах «Заречный» и «Сортировочный» Железнодорожного и Верх-Исетского административных районов Екатеринбурга.

## История и происхождение названий
До 1920-х годов улица была частью уличной сети Верх-Исетского завода, не входившего до этого времени в состав Екатеринбурга. На плане Свердловска 1929 года трассировка улицы показана строго прямой, идущей от реки Исети до Никольского кладбища и посёлка «Красная Звезда» (13 кварталов). В районе Ольховской улицы улицу Перовской пересекала река Ольховка, следуя руслу которой улица шла на протяжении двух кварталов (между улицами Бедноты и Уральских Коммунаров).
До 1921 года улица носила номерное название 8-я Закутилова. Происхождение этого названия документально не установлено. В 1921 году улица была переименована в честь Софьи Львовны Перовской (1853—1881).
Современная застройка улицы — многоэтажная жилая, этажностью преимущественно 9—16 этажей.

## Расположение и благоустройство
Современная улица Софьи Перовской начинается от реки Исети. Улица состоит из двух участков: первый начинается от Исети и заканчивается в глубине Заречного жилого массива (напротив лицея № 12), застройки, приписанной к себе, не имеет; второй участок начинается от пересечения с Ольховской улицей и заканчивается на пересечении с улицей Пехотинцев. Пересекается с улицами Единого Фронта и Готвальда. С чётной стороны к улице Софьи Перовской примыкают улицы Крупносортщиков и Уральских Коммунаров.
Протяжённость сохранившихся участков улицы составляет около 1200 м, часть прежней трассировки (около 900 м) застроена при реконструкции жилого массива «Заречный». Ширина проезжей части — в среднем около 7 м (по одной полосе в каждую сторону движения). На протяжении улицы имеются два светофора (на перекрёстках с улицами Готвальда и Пехотинцев) и нерегулируемый пешеходный переход (напротив дома № 110)[значимость факта?]. Улица оборудована тротуарами (частично) и уличным освещением. Нумерация домов начинается от Ольховской улицы.

## Примечательные здания и сооружения
- № 105 — детский сад № 186.
- № 109 — детский сад № 254.
- № 111 — средняя общеобразовательная школа № 149.
- № 114 — православный храм Святителя Николая.
- № 119а — детский сад № 196.

Западным фасадом на улицу в её начале выходит корпус Уральской государственной юридической академии.

## Транспорт
Автомобильное движение на всей протяжённости улицы двустороннее.
По улице осуществляет движение автобус № 46.
Действующих станций метро поблизости нет, линий Екатеринбургского метрополитена в район улицы проводить не запланировано.